# Slot Drachenburg
Slot Drachenburg is een kasteel aan de Drachenfels in Königswinter, Duitsland. Het werd in een recordtijd gebouwd, van 1882 tot 1884, in de stijl van het historisme, de buitenzijde in neogotiek en neorenaissance aan de binnenkant. Het diende als residentie voor Stephan von Sarter, een Frans-Duitse beursmakelaar, die echter nooit in het kasteel woonde. Na zijn dood kreeg het kasteel tal van verschillende bestemmingen.
Sedert 2007 is het kasteelpark weer toegankelijk, en sinds begin juni 2009 kan ook het kasteel, met aansluitend museum, bezocht worden. Het kasteel is te voet bereikbaar, of via het nabijgelegen station van de Drachenfelsbahn, de oudste tandradspoorweg van Duitsland. Het kasteel is ook een gewilde locatie voor film- en televisieproducties. 

## Natuurbescherming
De Drachenfels geldt als het oudste natuurreservaat van Duitsland en vermoedelijk van heel Europa. Vanwege het historische belang van de Drachenfels voor natuurbescherming is in 2002 in het slot Drachenburg het museum voor natuurbeschermingsgeschiedenis gevestigd.